# Araceli Herrero Figueroa
Araceli Herrero Figueroa (22 de junho de 1948 - 10 de junho de 2020) foi uma escritora espanhola.
Herrero Figueroa morreu durante a pandemia de COVID-19 na Espanha em Lugo devido ao vírus, no dia 10 de junho de 2020.